# فیلیپ کرون
فیلیپ کرون (انگلیسی: Philipp Crone؛ زادهٔ ۱۶ مارس ۱۹۷۷) بازیکن هاکی روی چمن اهل آلمان است.